# Star Wars: The Emperor's New Clones
The Emperor's New Clones(abreviat ca TENCLO) este un film de lung metraj care recrează povestea din Episodul al III-lea al Războiului Stelelor. A fost creat de Backyard Productions, o companie britanică de filme de amatori fondată de Darren Scales, Mark Scales și Edwin Hollingsbee. Potrivit BBC, filmarea a fost realizată într-un garaj din Lincoln transformat în studio, iar bugetul total al producției a fost de aproximativ 3000 lire sterline.